# Licuala lauterbachii
Licuala lauterbachii là loài thực vật có hoa thuộc họ Arecaceae. Loài này được Dammer & K.Schum. mô tả khoa học đầu tiên năm 1900.